# Ballinamallard United FC
Ballinamallard United Football Club är en nordirländsk fotbollsklubb från Ballinamallard som spelar i NIFL Championship, Nordirlands näst högsta division. Klubben grundades 1975.
Ballinamallard United är den enda klubb från Fermanagh som spelat i NIFL Premiership, Nordirlands högstaliga. De debuterade där 2012 och stannade kvar sex säsonger. Sedan säsongen 2018/2019 spelar de i andradivisionen.
Roy Carroll, målvakt med förflutet i Manchester United och en av det nordirländska landslagets mest namnkunniga spelare under 00-talet, har spelat ungdomsfotboll för Ballinamallard. Carroll har beskrivit klubben som ett andra hem.

## Meriter
- NIFL Championship[3]
  - Vinnare (1): 2011/12
- Irish Cup[4]
  - Vinnare (0):
  - Finalist (1): 2018/19
- Irish Intermediate Cup
  - Vinnare (1): 1994/1995

## Trikåer
| Hemmaställ | Bortaställ | Hemmaställ | Bortaställ | Hemmaställ | Bortaställ |

## Placering tidigare säsonger
| Säsong  | Nivå | Liga              | Placering | Referens | Notering   |
| ------- | ---- | ----------------- | --------- | -------- | ---------- |
| 2009/10 | 2    | NIFL Championship | 6         | [ 5 ]    |            |
| 2010/11 | 2    | NIFL Championship | 5         | [ 6 ]    |            |
| 2011/12 | 2    | NIFL Championship | 1         | [ 7 ]    |            |
| 2012/13 | 1    | NIFL Premiership  | 5         | [ 8 ]    |            |
| 2013/14 | 1    | NIFL Premiership  | 10        | [ 9 ]    |            |
| 2014/15 | 1    | NIFL Premiership  | 9         | [ 10 ]   |            |
| 2015/16 | 1    | NIFL Premiership  | 11        | [ 11 ]   |            |
| 2016/17 | 1    | NIFL Premiership  | 10        | [ 12 ]   |            |
| 2017/18 | 1    | NIFL Premiership  | 12        | [ 13 ]   |            |
| 2018/19 | 2    | NIFL Championship | 5         | [ 14 ]   |            |
| 2019/20 | 2    | NIFL Championship | 2         | [ 15 ]   | (pandemin) |
| 2020/21 | 2    | NIFL Championship | x         | [ 16 ]   | (pandemin) |
| 2021/22 | 2    | NIFL Championship | 4         | [ 17 ]   |            |
| 2022/23 | 2    | NIFL Championship | 8         | [ 18 ]   |            |
| 2023/24 | 2    | NIFL Championship | 9         | [ 19 ]   |            |
| 2024/25 | 2    | NIFL Championship | 8         | [ 20 ]   |            |